# Ommatius dolabriformis
Ommatius dolabriformis är en tvåvingeart som beskrevs av Scarbrough 2002. Ommatius dolabriformis ingår i släktet Ommatius och familjen rovflugor.
Artens utbredningsområde är Colombia. Inga underarter finns listade i Catalogue of Life.